# Topik (Psychologie)
Topik (abgeleitet von altgriechisch τόπος (topos) = Ort, Stelle Landstrich, Grund, Grundlage der Beweisführung, Thema, Terminus technicus der Rhetorik) ist ein übergreifendes Modell, das sowohl in der Psychologie als auch in den klassischen Naturwissenschaften und in den Geisteswissenschaften gültig ist. Abgeleitet ist der Begriff auch aus der Topik des Aristoteles als den allgemeinen Gesichtspunkten, die zur ‚Erörterung‘ eines Themas dienen. Kant verwendet den Begriff ›Topik‹ sowohl in logischer als auch in transzendentaler Hinsicht. Mit „transzendental“ ist bei ihm der „Ort“ zwischen Sinnlichkeit und dem reinem Verstand gemeint. Der Begriff ›Topik‹ hat somit eine Bedeutungserweiterung bzw. Zunahme seiner Extension erfahren. Im engeren Sinne des Artikels wird sowohl von
- topischer Diagnostik in der Neurologie und von topographischer Anatomie

als auch von
- metaphorischer psychologischer Topik

gesprochen. Diese Gemeinsamkeit ist u. a. auch auf die Erfolge der Psychophysik im 19. Jahrhundert zurückzuführen, die gesetzliche Zusammenhänge u. a. in der Wahrnehmungsphysiologie zum Gegenstand hatten, → Experimentalpsychologie, Psychodynamik.

## Zum Verständnis
Neurologie und Psychiatrie haben trotz mannigfacher Berührungspunkte in ihrem wissenschaftlichen Selbstverständnis unterschiedliche Ansätze. Neurologen wie Robert Bing (1878–1956) oder Paul Dubois (1848–1918) führten einen Kampf um die Verselbständigung ihres Fachgebietes, das sich erst langsam von der Psychiatrie abzulösen begann. Während für die Neurologie lokalisatorische Gesichtspunkte von ausschlaggebender Bedeutung für die naturwissenschaftliche Ausrichtung dieses Fachs sind, gilt für die Psychiatrie diese Forderung zwar ebenfalls, aber es gewannen auch andere Tatsachen zunehmend an Bedeutung, wie etwa die von Sigmund Freud (1856–1939) aufgestellte Unterscheidung verschiedener Systeme des „psychischen Apparats“, siehe Kap. Psychische Topik. Diese Unterscheidung beruht weniger auf anatomischen als vielmehr auf abstrakten, ggf. auch als hypothetisch oder psychogenetisch bzw. geistes- und kulturgeschichtlich aufzufassenden Prinzipien. Freud hat die topische Terminologie eingeführt, um auf die Unterschiede und Gemeinsamkeiten beider Sichtweisen hinzuweisen, die ihm hierbei sehr bewusst waren. Da er ursprünglich neuropathologische Tätigkeiten ausübte, ist ihm die Anatomie des Nervensystems keineswegs fremd. In seiner Topik ist zwar weniger von Lokalisation als vielmehr von gleichnishafter bzw. metaphorischer Bedeutung die Rede, aber weder topische noch lokalisatorische Erkenntnisse können sich gegenseitig ganz ausschließen. Es besteht vielfach eine Komplementarität zwischen psycholoigsch-metaphorischen und neurologischen Gesichtspunkten, die um so mehr erforderlich ist, als den vielfältigen psychologischen Erkenntnissen und auch den neuesten Forschungsergebnissen auf den Gebieten der Neurophysiologie, Biochemie und Neuroradiologie Rechnung zu tragen ist. Auch der ursprünglich philosophische Begriff der Topik besitzt diese doppelte Bedeutung.

„Weder philosophische Logik noch Psychoanalyse kommen ohne Topik aus. Sobald man es mit Begriffen zu tun hat, die etwas unter sich befassen, oder mit der Reichweite von Urteilen und Schlüssen, sind räumliche Konnotationen im Spiel, und Modelle des psychischen Apparats können gar nicht anders, als Unbewußtes, Vorbewußtes und Bewußtes oder Es, Ich und Über-Ich wie übereinandergelagerte Schichten zu denken.“

## Anatomische Topik
Die engen Beziehungen zwischen psychischen Phänomenen und Neuroanatomie begründeten die noch heute anhaltende Ära des engen Zusammenhangs von Neurologie und medizinischer Psychologie / Psychiatrie. Viele inzwischen erforschte neuropsychologische Syndrome begründen den Erfolg dieser naturwissenschaftlich-anatomischen Anschauungsweise. Der topographische Gesichtspunkt hat sich in der Anatomie als wesentlicher Gesichtspunkt einer funktionellen Anatomie herausgestellt neben deskriptiver und systematischer Anatomie. Mit funktioneller Anatomie sind die strukturellen anatomischen Vorkenntnisse gemeint, die zum Verständnis der Körperfunktionen und damit der Physiologie erforderlich sind (→ Strukturfunktionalismus).
Der aus der Soziologie entlehnte Begriff des Strukturfunktionalismus trifft insofern auf die Anatomie zu, als es sich im Falle der Topik eben nicht um einen rein anatomischen, sondern in erster Linie um einen fachübergreifenden Begriff handelt. Das auch die Gesellschaft umfassende Modell des „Zusammenlebens von Lebewesen in einem räumlich abgegrenzten Bereich“ lässt sich auch auf biologische Organismen übertragen, die als ein System zusammenwirkender Organe und Zelleinheiten beschreibbar sind, ähnlich wie es die Anatomie tut.
Topistische Hirnforschung ist seit Beginn des 20. Jahrhunderts bemüht, Regionen innerhalb des makro- und mikroskopischen Bauplans des Gehirns zu beschreiben und zu umgrenzen, die mit qualitativen Sonderfunktionen nach dem Prinzip der Selbstorganisation ausgestattet sind. Die Beschreibung solcher Sonderfunktionen wird gestützt durch strukturelle Besonderheiten cyto-, myelo-, angio-, fibrillo- und glioarchitektonischer Art.

## Psychische Topik

### Psychoanalyse
Der psychologische Begriff ›Topik‹ wurde von Sigmund Freud als eine von drei Betrachtungsweisen seiner Metapsychologie angesehen. Topik im psychophysiologischen Sinne, also sowohl die „Verortung“ der psychischen Vorgänge als auch ihre „Erörterung“ in systematischer Hinsicht, gehört somit neben der Psychodynamik und der Ökonomie des psychischen Vorgangs zu den wesentlichen Bestandteilen der Metapsychologie. Bei dieser grundlegenden Annahme verwendete Freud sowohl den Begriff der anatomischen Topik als auch den der psychischen Topik. Dieser letztere Begriff sollte unabhängig von der impliziten Forderung nach anatomischer Topik bzw. nach Lokalisation aller psychischen Phänomene gebraucht werden. Bereits in seiner Schrift „Die Traumdeutung“ wurde der Begriff Topik verwendet. Von der Forderung nach allzu konkreter Lokalisierbarkeit wird er insofern befreit, als Freud ihn als „ideell“ oder als „virtuell“ bezeichnet. Die psychische Leistung wird häufig nicht allein von einem einzigen streng lokalisierbaren Zentrum ausgeführt, sondern ist das Ergebnis der Interaktion verschiedener Zentren, Instanzen oder Systeme. Freud vergleicht den Begriff Topik mit dem in einem Fernrohr entstehenden virtuellen Bild, wie es durch die Linsen des Fernrohrs entworfen wird. Das Fernrohr und die Linsen sind in diesem Vergleich als der „psychische Apparat“ anzusehen, der aus den lokalisierbaren Nervenzellen des Gehirns gebildet wird, die Leistung resultiert „sozusagen zwischen ihnen“.
Der psychoanalytische Begriff ›Topik‹ bezeichnet ein Konzept der Organisation von Vorstellungsinhalten, sogenannten Repräsentanzen innerhalb der menschlichen Psyche.
Nach diesem Konzept sind Vorstellungen nicht durch zeitliche oder physiologische Grenzen getrennt, sondern durch assoziative Schranken, insbesondere „Zensurmechanismen“ und Verdrängungen. Durch diese Mechanismen werden Bewusstseinsinhalte in das Unbewusste abgeschoben bzw. abgespalten, sofern sie dem Bewusstsein nicht von vornherein schon unzugänglich sind (vgl. psychophysisches Niveau).
Freud entwickelte zwei verschiedene topische Modelle der Psyche: zuerst die als „erstes topisches Modell“ bekannte Unterscheidung von Bewusstseinsformen, mit denen Freud der bisher eher ausschließlich gepflegten Bewusstseinspsychologie entgegentrat, indem er zwischen Bewusstem/Unbewusstem/Vorbewusstem unterschied. Später beschrieb Freud dann das einflussreichere Strukturmodell der Psyche, das die Instanzen Es/Ich/Über-Ich voneinander abgrenzte. Es wird auch als „zweites topisches Modell“ Freuds bezeichnet. Nachfolger Freuds modifizierten es oder ersetzten es durch eigene Modelle, insbesondere im Kontext der Selbstpsychologie und der Objektbeziehungstheorie.
Freud stand ab 1907 bis zu seinem Tode in jahrelanger Verbindung mit Ludwig Binswanger (1881–1966). Dieser begründete eine eigene psychotherapeutische Richtung, die an die Existenzphilosophie Heideggers und an die Phänomenologie Husserls angelehnt war. Sie wird als Daseinsanalyse bezeichnet und zeigt begriffliche Parallelen mit den eigenen psychischen Konzeptionen Freuds, siehe etwa den Begriff der Eigenwelt.

### Tiefenpsychologie
Auch die Bezeichnung ›Tiefenpsychologie‹ ist Ausdruck topischer Sichtweisen. Hier zeigt sich der Vorteil eines eher allgemeinen oder übergreifenden Modells, das kaum von Abstraktionen beengt oder durch Reduktionismus belastet ist. Ähnlich wie die Bezeichnung Psychodynamik ist sie nicht auf eine bestimmte psychologische Schule bzw. auf eine bestimmte Lehrmeinung festgelegt. Das zugrundeliegende Bild von „Oberfläche und tieferem Grund“ war sowohl Gegenstand von Kontroversen im Hinblick auf eine lediglich Vigilanzstörungen Rechnung tragenden und daher zu „oberflächlich“ angesetzten Bewusstseinspsychologie der Wundtschen Schule, als auch einer zusammenfassenden Betrachtungsweise der verschiedenen späteren psychologischen Schulen. Ihre Gemeinsamkeit besteht in der Beachtung der Bedeutung des Unbewussten, der Psychodynamik und damit einer Erklärung von psychischen Funktionsabläufen bzw. der Begründung einer Psychophysiologie.
Topische Betrachtungsweisen sind auch von Pierre Janet (1859–1947) in seinem Konzept des Abaissement du niveau mental (Niveaulehre) vorgetragen worden.

### Gestaltpsychologie
Der Begriff ›Topik‹ wurde jedoch auch von anderen psychologischen Richtungen und Schulen verwendet, so z. B. von der Gestaltpsychologie. Kurt Lewin (1890–1947) sprach von topologischer Psychologie.

### Sozialpsychologische topische Modelle
Auch hier ist die Feldtheorie von Kurt Lewin (1890–1947) zu nennen, die auch als topologische Psychologie bezeichnet wird. Lewin ging von der Gestaltpsychologie aus. Nach der Feldtheorie geht das individuelle Verhalten aus einer Anordnung psychologisch relevanter Kräfte (Vektorkräfte) hervor, die sowohl in einem räumlich konkret zu denkenden System (dem Nervensystem) von Teilen eines sich im Raum entwickelnden Ganzen zu verstehen ist, als z. B. auch metaphorisch als Methode der Überwindung von Hindernissen in der Denkpsychologie etwa bei der Lösung von Problemen durch die Wahl von „Umwegen“. Lewin sprach dann von „aus dem Feld“ gehen. Die Feldtheorie ist ebenso anwendbar auf Gruppenprozesse, insbesondere auf die Gruppendynamik, weshalb Lewin auch als Pionier der Sozialpsychologie gilt.

### Andere Verwendungen
Neben der Psychoanalyse hat sich die Psychosomatik des topischen Modells bedient. Die Psychosomatik verwendet den Begriff des Integrationsraums. In der Motivationspsychologie ist von Motivationsräumen die Rede. Thure von Uexküll hat darüber hinaus das Modell des Integrationsraums in die Begrifflichkeit der Psychosomatischen Medizin eingebracht. Damit werden übergreifende Modelle verstanden, in denen „Körperliches und Seelisches ineinandergreifende Glieder einer durchgehenden Ordnung darstellen“ (vgl. z. B. auch Psychosoziale Dimension). Solche „Räume“ gehen über die rein neurologischen Systeme wie etwa das extrapyramidale System hinaus, da sie auch das Umfeld eines Menschen mit einbeziehen. Die Topik Freuds bezieht sich hauptsächlich auf den „psychischen Apparat“ als eine besondere, zugleich psychische und neurologische Organisation. Diesen „Apparat“ beschreibt Freud ähnlich dem von Karl Jaspers geprägten Begriff des psychischen Reflexbogens. Dabei ist offensichtlich, dass die Ergebnisse der Psychophysik (Fechner) die Auffassung Freuds beeinflusst haben. Auch andere Autoren wie Pierre Janet bedienten sich veranschaulichender topischer von der Psychophysik und ihrer Energetik geprägten Begriffe wie etwa des Abaissement du niveau mental, um damit psychodynamische Vorgänge zu charakterisieren.

## Geisteswissenschaften
Topik ist auch Gegenstand der Geisteswissenschaften. Wenn z. B. das Denken selbst als innerhalb der Strukturen des Zentralnervensystems lokalisiert angenommen werden muss, so ist doch der Gegenstand des Denkens von solcher örtlichen Festlegung völlig frei. Hannah Arendt schreibt dazu:
„Zeit und Raum sind in der Alltagserfahrung nicht einmal denkbar ohne ein Kontinuum, das sich vom Nahen zum Fernen erstreckt, vom Jetzt in die Vergangenheit oder Zukunft, vom Hier zu jedem Punkt unter der Sonne, links und rechts, vorwärts und rückwärts, nach oben und nach unten; daher kann man mit gewisser Berechtigung sagen, daß nicht nur Entfernungen, sondern auch Zeit und Raum selbst beim Denken außer Kraft gesetzt sind. Was den Raum betrifft, so kenne ich keinen philosophischen oder metaphysischen Begriff, der einleuchtend mit dieser Erfahrung in Verbindung gebracht werden könnte; ...“

## Kritik
Kritik an der Modellvorstellung Freuds zur Frage der Topik hat Harald Schultz-Hencke (1892–1953) geübt. Er bezeichnete den topischen Gesichtspunkt der Psychoanalyse als eine räumliche Metaphorik. Hinter dieser verberge sich die Frage nach dem Zeitpunkt der Entstehung von seelischen Eigenschaften (Psychogenese). Man denke aus Gründen der Veranschaulichung z. B. das System Ubw nur als „quasi räumlich“. Die Entwicklung dieser frühesten Bewusstseinsstufe des System Ubw werde metaphorisch als die „tiefste“ Schicht bezeichnet. Das Rezente werde dann die „obere“ Schicht. Weil das zeitlich Ehemalige heute noch aktuelle Wirksamkeit besitze, werde es auch als existent betrachtet. Entsprechend dieser quasi archäologischen Grundannahme ist die Vorstellung einer Schichtenlehre im psychoanalytischen Schrifttum zwar geläufig, sie verleitet jedoch nach Schultz-Henke dazu, das psychologische Denken in der Zeit als psychogenetisches Denken zu vernachlässigen. Auch Felix Krueger (1874–1948) hat ähnliche Auffassungen vertreten. Carl Gustav Jung (1875–1961) übte an dem von Freud geschaffenen System der Psychologie – zu dem die Topik als Inbegriff seiner Metapsychologie zählt – die Kritik, dass Freud zwar von einer ganzheitlichen Vorstellung der Psychologie ausging, er aber diese Vorstellung doch einer eher zeitbedingten naturwissenschaftlich-materialistischen Auffassung des „seelischen Apparats“ mit seinen Triebmechanismen unterwarf. Freud habe deutliche Vorbehalte gegenüber metaphysischen Vorstellungen gehabt. Die Eigengesetzlichkeit der Psyche im Sinne einer wechselseitigen psychophysischen Korrelation sei hierdurch eingeschränkt worden.